# Іздрева (Новолуговська сільрада)
Іздрева (рос. Издревая) — присілок у Новосибірському районі Новосибірської області Російської Федерації.
Входить до складу муніципального утворення Новолуговська сільрада. Населення становить 757 осіб (2010).

## Історія
Згідно із законом від 2 червня 2004 року органом місцевого самоврядування є Новолуговська сільрада.

## Населення
| 2002 | 2007 | 2010 |
| ---- | ---- | ---- |
| 755  | ↗793 | ↘757 |